# Lijst van voormalige gemeenten in Ardennes
Dit is een lijst met voormalige gemeente in het Franse department Ardennes sinds het einde van de Tweede Wereldoorlog.

### 2019
- Balaives-et-Butz > Flize
- Boutancourt > Flize
- Élan > Flize

### 2017
- Villers-Cernay > Bazeilles
- Rubécourt-et-Lamécourt > Bazeilles
- Vrigne-aux-Bois > Vrigne aux Bois
- Bosseval-et-Briancourt > Vrigne aux Bois

### 2016
- Chémery-sur-Bar > Chémery-Chéhéry
- Chéhéry > Chémery-Chéhéry
- Le Chesne > Bairon et ses environs
- Les Alleux > Bairon et ses environs
- Louvergny > Bairon et ses environs
- Termes > Grandpré
- Amblimont > Mouzon
- Vrizy > Vouziers
- Terron-sur-Aisne > Vouziers

### 2015
- Mairy > Douzy

### 1991
- Raillicourt-Barbaise > Barbaise & Raillicourt

### 1989
- Montcornet-en-Ardenne > Cliron & Montcornet

### 1986
- Cheveuges-Saint-Aignan > Cheveuges & Saint-Aignan

### 1985
- Verpel > Imécourt & Verpel

### 1982
- Flaignes-les-Oliviers > Flaignes-Havys
- Havys > Flaignes-Havys

### 1974
- Barbaise > Raillicourt-Barbaise
- Belleville-sur-Bar > Belleville-et-Châtillon-sur-Bar
- Châtillon-sur-Bar > Belleville-et-Châtillon-sur-Bar
- Logny-lès-Chaumont > Chaumont-Porcien
- Mainbresson > Rocquigny
- Mainbressy > Rocquigny
- Meillier-Fontaine > Nouzonville
- Olizy > Olizy-Primat
- Primat > Olizy-Primat
- Raillicourt > Raillicourt-Barbaise
- Rocquigny-la-Hardoye > Rocquigny
- Wadimont > Chaumont-Porcien

### 1973
- Andevanne > Tailly
- Barricourt > Tailly
- Bay > Blanchefosse-et-Bay
- Beaulieu > Neuville-lez-Beaulieu
- Blaise > Vouziers
- Blanchefosse > Blanchefosse-et-Bay
- La Cerleau > Prez
- Cliron > Montcornet-en-Ardenne
- Foulzy > Girondelle
- Imécourt > Verpel
- La Hardoye > Rocquigny-la-Hardoye
- Montcornet > Montcornet-en-Ardenne
- La Neuville-aux-Tourneurs > Neuville-lez-Beaulieu
- Pargny-Resson > Rethel
- Rémonville > Tailly
- Rocquigny > Rocquigny-la-Hardoye
- Sivry-lès-Buzancy > Buzancy

### 1971
- Adon > Chaumont-Porcien
- Glaire-et-Villette > Glaire
- Iges > Glaire
- Juzancourt > Asfeld

### 1970
- La Cassine > Vendresse

### 1968
- Hocmont > Guignicourt-sur-Vence en Touligny

### 1967
- Braux > Bogny-sur-Meuse
- Château-Regnault-Bogny > Bogny-sur-Meuse
- Levrezy > Bogny-sur-Meuse
- Servion > Rouvroy-sur-Audry

### 1966
- Charleville > Charleville-Mézières
- Étion > Charleville-Mézières
- Malmy > Chémery-sur-Bar
- Mézières > Charleville-Mézières
- Mohon > Charleville-Mézières
- Montcy-Saint-Pierre > Charleville-Mézières

### 1965
- Frénois > Sedan
- Herbigny > Justine-Herbigny
- Justine > Justine-Herbigny
- Terron-lès-Vendresse > Vendresse
- Le Theux > Mézières
- Villemontry > Mouzon

### 1964
- Chestres > Vouziers
- Cheveuges > Cheveuges-Saint-Aignan
- Connage > Chémery-sur-Bar
- Saint-Aignan > Cheveuges-Saint-Aignan

### 1961
- Condé-lès-Vouziers > Vouziers